# Trioza vitreoradiata
Trioza vitreoradiata är en insektsart som först beskrevs av William Miles Maskell 1879.  Trioza vitreoradiata ingår i släktet Trioza och familjen spetsbladloppor. Inga underarter finns listade i Catalogue of Life.